# Tripartiteverdrag van Alliantie
Het Tripartiteverdrag van Alliantie was een verdrag dat Groot-Brittannië en de Sovjet-Unie in 1942 sloten met Iran.

## Achtergrond
Iran bleef neutraal ten tijde van het uitbreken van de
Tweede Wereldoorlog. In het land werkten toen een 2000-tal Duitsers aan
verscheidene projecten. Groot-Brittannië en de Sovjet-Unie eisten dat Iran hen
zou uitzetten, maar Iran weigerde dat. Nazi-Duitsland was Irans belangrijkste
handelspartner en sjah Reza Pahlavi had een pro-nazi-opstelling.
Daarnaast hadden de geallieerden na de invasie van de Sovjet-Unie door nazi-Duitsland
Irans grondgebied nodig om militair materieel naar de Sovjet-Unie te
transporteren. Dat zou echter een schending van Irans neutraliteit zijn.
Om die reden vielen Groot-Brittannië en de Sovjet-Unie op 26 augustus 1941 tezamen
Iran binnen en verdeelden het land onder elkaar in twee bezettingszones. De toenmalige
sjah deed vervolgens troonsafstand ten voordele van zijn zoon,
Mohammed Reza Pahlavi.

## Het verdrag
Om de invasie te laten rijmen met het Atlantisch Handvest, dat nauwelijks een half jaar oud was, tekenden de drie partijen in januari 1942 het Tripartiteverdrag van Alliantie. In het verdrag ging Iran akkoord met meer niet-militaire steun aan de geallieerden. Die beloofden van hun kant de soevereiniteit van Iran te respecteren en hun troepen binnen de zes maanden volgend op de vijandelijkheden terug te trekken.

## Vervolg
Groot-Brittannië trok zijn troepen terug zoals afgesproken. De Sovjet-Unie kwam
echter in conflict met Iran over olieconcessies
en hield haar troepen in eerste instantie ter plaatse. De Sovjet-Unie trok haar troepen alsnog
terug toen ze toch een olieconcessie kreeg.